# Clint Malarchuk
Clint Malarchuk, né le 1er mai 1961 à Grande Prairie en Alberta au Canada, est un gardien de but professionnel canadien de hockey sur glace devenu entraîneur. Malarchuk est également connu pour avoir survécu à un grave accident sur glace en 1989 au cours duquel il a eu la jugulaire coupée et qui a par la suite entrainé la modification de l'équipement obligatoire des gardiens.

## Biographie

### Repêchage et premières années en LNH
Clint Malarchuk joue dans sa jeunesse pour les Winterhawks de Portland de la Ligue de hockey de l'Ouest (LHO). En 1981, il est choisi au cours du repêchage d'entrée de la Ligue nationale de hockey par les Nordiques de Québec en 4e ronde, 74e position. Il fait alors ses débuts avec les Nordiques le 13 décembre 1981, dans un match en extérieur contre les Sabres de Buffalo. Les Nordiques sont à l'époque peu satisfait du deuxième gardien, Michel Plasse, et décide de donner sa chance à Malarchuk malgré son jeune âge (20 ans à peine). Il réalise une prestation satisfaisante sur son premier match, avec un score de 4-4, mais le deuxième match contre les Islanders de New-York, tenant de la Coupe Stanley, se passe beaucoup moins bien. À cette époque les Nordiques favorisent un style de jeu très ouvert et Malarchuk est laissé en grande partie seul face au 37 tirs, laissant passer 10 buts dans une défaite 10 à 7 qui représente le score le plus élevé jamais posté au Nassau Coliseum.
Ayant raté l'occasion de faire ses preuves, il est retourné à la Ligue Américaine de Hockey (LAH) à la suite du match et ne sera pas rappelé avant la saison suivante. En effet, les Nordiques échangent Plasse au Whalers de Hartford contre John Garrett, offrant au gardien partant Dan Bouchard un solide second.
Clint Malarchuk joue sporadiquement en LNH les deux saisons suivantes, puis pas du tout lors de la saison 1984-1985, et il réalise la majorité de ces trois années chez les Express de Fredericton en LAH. Il devient le gardien partant des Nordiques lors de la saison 1985-1986 et garde ce poste pour deux saisons, bien qu'il y ait des débats réguliers sur le poste de premier gardien entre lui et le favori local Mario Gosselin.
Il est échangé aux Capitals de Washington après la saison 1986-1987, en même temps que Dale Hunter, contre Gaëtan Duchesne, Alan Haworth et un choix de première ronde pour le repêchage d'entrée de 1987 qui permettra de sélectionner Joe Sakic. Il y reste deux ans puis est à nouveau échangé en 1988 au Sabres de Buffalo.

### Accident sur glace
Le 22 mars 1989, Clint Malarchuk a subi l'une des plus graves blessures survenues durant un match de hockey. La lame du patin d'un adversaire, Steve Tuttle des Blues de Saint-Louis, lui a tranché la gorge (veine jugulaire sectionnée) après avoir perdu l'équilibre à la suite d'une collision avec un membre des Sabres, Uwe Krupp.
Malgré la quantité de sang s'écoulant rapidement sur la glace, Malarchuk a réussi à sortir debout du terrain, grâce à l'assistance du soigneur de l'équipe, Jim Pizzutelli.
Beaucoup de spectateurs présents ont été choqués, avec un certain nombre d'évanouissements, deux crises cardiaques et trois joueurs qui ont vomi sur la glace.
Pendant ce temps, Malarchuk pense qu'il va mourir, « My only concern was getting off the ice so that my mother, who was watching the game back home on TV, wouldn't have to see me bleed to death. »,. Il demande à un membre du staff d'appeler celle-ci pour lui dire qu'il l'aime ainsi que de faire venir un prêtre.
La vie du joueur a finalement été sauvée par la réactivité du soigneur de l'équipe, Jim Pizzutelli, un ancien paramédical de l'armée qui a servi au Vietnam. Il a réalisé très rapidement un point de compression, qu'il a tenu jusqu'à l'arrivée des médecins qui ont stabilisé la blessure. Le médecin de l'équipe a appliqué une pression extrême en s'agenouillant sur la clavicule, une procédure prévue pour réduire la respiration et ralentir le métabolisme, évitant l'exsanguination. Clint Malarchuk reste conscient durant tout le trajet  vers l’hôpital, blaguant avec les médecins pour être ramené avant la fin de la troisième période. Le match reprend lorsque la Ligue est informée que le joueur est stabilisé.
Au total, le joueur perd 1,5 litre de sang et se fait poser 300 points de suture. Pourtant, il ne passe qu'une nuit à l'hôpital et est de retour sur la glace avec son équipe deux semaines plus tard. Cependant, il ne retrouvera jamais son rendement habituel et décide de quitter la LNH quelques années plus tard. Déjà sujet à des crises d'anxiété depuis sa jeunesse, il souffre à la suite de son accident de dépression, de trouble obsessionnel compulsif (TOC), ainsi que de cauchemars et plonge dans l'alcoolisme.
Cet accident a aussi eu pour conséquence de faire évoluer l'équipement des gardiens dans la LNH avec l'ajout d'un protège-gorge au casque.

### Ligue mineure et fin de sa carrière de joueur
Après avoir quitté la LNH, et bien qu'en proie à ses problèmes de santé et de dépendance, Malarchuk continue sa carrière de joueur au sein de la Ligue internationale de hockey pour les Gulls de San Diego lors de la saison 1992-1993. La saison suivante, il devient le premier gardien des Thunder de Las Vegas, apparaissant dans 56 matchs et accumulant un record de 34-10-7. Il sera plus tard engagé comme entraineur chef de l'équipe et directeur-général assistant. Son maillot est retiré par le Thunder et suspendu au toit du Thomas & Mack Center.

### Carrière d'entraineur
Il est engagé comme entraineur chef des Thunder de Las Vegas pour la saison 1998-1999 et par les Steelheads de l'Idaho jusqu'en 2000. Après cela il devient l'entraineur des gardiens pour l'équipe de LNH les Panthers de la Floride lors de la saison 2002-2003. Il est signé pour le même poste par les Blue Jackets de Colombus lors de la saison 2006-2007.
En août 2010, Malarchuk accepte de devenir consultant pour les gardiens des Thrashers d'Atlanta. Le 17 juin 2011, les Flames de Calgary annoncent avoir engagé Malarchuk comme entraineur des gardiens. Le 17 juin 2014, soit trois ans plus tard jours pour jours, les Flames annoncent s'être séparé de leur entraineur actuel et chercher un nouvel entraineur de gardiens. Malarchuk prend un congé d'un an pour la saison 2013-2014 afin de se faire soigner par le programme de traitement des addictions de la LNH (en anglais, The National Hockey League's substance abuse treatment program),,.

### Tentative de suicide
Le 10 février 2008, par coïncidence là aussi contre les Sabres de Buffalo, l'attaquant des Panthers de la Floride Richard Zednik souffre d'une blessure similaire à Malarchuk, après que le patin de Olli Jokinen coupe sa gorge, sectionnant l'artère carotide extérieure. Bien qu'il refuse au départ de regarder les images, Malarchuk finit par les visionner et en ressort perturbé. Dans sa tribune du 22 mars 2018, il écrira « All of a sudden I’m being asked to watch Richard’s injury again and again, and then my own. The whole time, I thought I was O.K., but it affected me on the inside, you know? Something got triggered for me after that Zednik injury. I started drinking heavily again. And self-medicating. » (« Tout d'un coup, on me demande de regarder l'accident de Richard encore et encore, puis le mien. À l'époque, je pensais que j'allais bien. Mais en fait, cela m'a touché profondément, vous voyez ? Quelque chose s'est déclenché en moi après l'accident de Zednik. J'ai recommencé à boire énormément. Et à m'auto-médicamenter. »)
Le 7 octobre 2008, Malarchuck est victime, selon sa femme, d'une « blessure par balle auto-infligée » sous le menton, à sa résidence de Fish Springs au Nevada, après une période de stress et de problèmes personnels. L'incident est initialement présenté comme un accident de chasse, mais lui et sa femme ont depuis reconnu qu'il s'agissait bien d'une tentative de suicide,.
L'article de La Presse Canadienne rapporte que sa femme Joan a informé les autorités que son mari n'était pas censé consommer d'alcool puisqu'il était sous traitement pour ses troubles obsessionnels compulsifs (TOC), mais qu'il le faisait malgré tout au moment de la blessure par balle. Malarchuk déclare plus tard qu'il était probablement sur-médicamenté depuis son passage dans l'équipe de San Diego, où on lui avait prescrit un tranquillisant/somnifère.
À la suite de cet incident, un trouble de stress post-traumatique (TSPT), conséquence de son accident sur la glace, lui est finalement diagnostiqué et il et entame un traitement de 6 mois contre l'alcoolisme, les TOC et le TSPT.

## Vie personnelle
Après sa carrière de joueur, Malarchuk s'est installé dans un ranch près de Las Vegas, dans le Nevada, où il a vécu avec sa femme et leurs trois enfants.
Son surnom dans le milieu du hockey était « le Gardien cowboy » puisqu'il était très actif dans le milieu du rodéo lors des inter-saisons. Il est à l'affiche d'un journal en montant à cru alors qu'il joue chez les Capitals, par la suite il reçoit des chevaux comme part de son bonus contractuel avec le Thunder de Las Vegas. Il mentionne également cette image de cowboy dur à cuire lorsqu'il revient au jeu dix jours seulement après son grave accident en 1989.
Le 14 novembre 2014, Malarchuk sort une autobiographie nommé « The Crazy Game » (en français, « Le Jeu fou »). Aux États-Unis, le livre est publié sous le titre « A Matter of Inches—How I Survived In The Crease And Beyond » (en français, « Une Question de centimètres - Comment j'ai survécu dans les cages et au-delà »). L'ouvrage a été adapté en film documentaire,.
À la suite de la sortie de ce témoignage, Clint et Joan Malarchuk réalisent de nombreuses interventions publiques sur des sujets évoqués dans le livre, tels que les TOC, la rémission de l'alcoolisme, la prévention du suicide et les traumatismes psychologiques. Le 7 mai 2015, Malarchuk est invité au congrès de la Canadian Mental Health Association (en français, Association canadienne de santé mentale). Le 1er août 2015, ils sont les intervenants principaux de la conférence pour l'International OCD Foundation (en français, Fondation internationale des TOC).
Depuis, il réalise environ une trentaine d'interventions par an, auprès de la communauté du hockey et des personnes touchées par un TSPT, comme par exemple des anciens militaires, afin de les sensibiliser.

## Statistiques

### Joueur
| Saison     | Équipe                   | Ligue      |     | Saison régulière | Saison régulière | Saison régulière | Saison régulière | Saison régulière | Saison régulière | Saison régulière | Saison régulière | Saison régulière | Saison régulière | Saison régulière |   | Séries éliminatoires | Séries éliminatoires | Séries éliminatoires | Séries éliminatoires | Séries éliminatoires | Séries éliminatoires | Séries éliminatoires | Séries éliminatoires | Séries éliminatoires | Séries éliminatoires |
| Saison     | Équipe                   | Ligue      | PJ  | V                | D                | Pr/N             | Min              | BC               | Moy              | % Arr            | Bl               | Pun              | A                | PJ               | V | D                    | Min                  | BC                   | Moy                  | % Arr                | Bl                   | Pun                  | A                    |                      |                      |
| 1978-1979  | Winter Hawks de Portland | LHOu       | 2   | 1                | 0                | 1                | 120              | 4                | 2                |                  | 0                | 2                | 0                | 1                |   |                      |                      |                      |                      |                      |                      | 0                    |                      |                      |                      |
| 1979-1980  | Winter Hawks de Portland | LHOu       | 37  | 21               | 10               | 0                | 1 948            | 147              | 4,53             | 87,5             | 0                | 10               | 2                | 1                |   |                      |                      |                      |                      |                      |                      | 0                    | 0                    |                      |                      |
| 1980-1981  | Winter Hawks de Portland | LHOu       | 38  | 28               | 8                | 0                | 2 235            | 142              | 3,81             | 89,3             | 3                | 22               | 7                | 5                |   |                      |                      |                      |                      |                      |                      | 2                    | 2                    |                      |                      |
| 1981-1982  | Express de Fredericton   | LAH        | 51  |                  |                  |                  | 2 962            | 253              |                  |                  | 0                | 22               | 4                | -                | - | -                    | -                    | -                    | -                    | -                    | -                    | -                    | -                    |                      |                      |
| 1981-1982  | Nordiques de Québec      | LNH        | 2   | 0                | 1                | 1                | 120              | 14               | 7                | 78,8             | 0                | 0                | 0                | -                | - | -                    | -                    | -                    | -                    | -                    | -                    | -                    | -                    |                      |                      |
| 1982-1983  | Express de Fredericton   | LAH        | 25  | 14               | 6                | 5                | 1 506            | 78               | 3,11             | 90,5             | 1                | 2                | 1                | -                | - | -                    | -                    | -                    | -                    | -                    | -                    | -                    | -                    |                      |                      |
| 1982-1983  | Nordiques de Québec      | LNH        | 15  | 8                | 5                | 2                | 900              | 71               | 4,73             | 86,3             | 0                | 0                | 0                | -                | - | -                    | -                    | -                    | -                    | -                    | -                    | -                    | -                    |                      |                      |
| 1983-1984  | Express de Fredericton   | LAH        | 11  | 5                | 5                | 1                | 663              | 40               | 3,62             | 89,4             | 3                | 5                | 1                | -                | - | -                    | -                    | -                    | -                    | -                    | -                    | -                    | -                    |                      |                      |
| 1983-1984  | Nordiques de Québec      | LNH        | 23  | 10               | 9                | 2                | 1 215            | 80               | 3,95             | 86,5             | 0                | 9                | 1                | 1                |   |                      |                      |                      |                      |                      |                      | 15                   | 0                    |                      |                      |
| 1984-1985  | Express de Fredericton   | LAH        | 56  | 26               | 25               | 4                | 3 347            | 198              | 3,55             | 88,5             | 2                | 14               | 1                | 6                |   |                      |                      |                      |                      |                      |                      | 2                    | 0                    |                      |                      |
| 1985-1986  | Nordiques de Québec      | LNH        | 46  | 26               | 12               | 4                | 2 657            | 142              | 3,21             | 89,5             | 4                | 21               | 2                | 3                |   |                      |                      |                      |                      |                      |                      | 0                    | 0                    |                      |                      |
| 1986-1987  | Nordiques de Québec      | LNH        | 54  | 18               | 26               | 9                | 3 092            | 3,40             | 88,4             | 1                | 37               | 2                | 3                |                  |   |                      |                      |                      |                      |                      |                      | 0                    | 0                    |                      |                      |
| 1987-1988  | Capitals de Washington   | LNH        | 54  | 24               | 20               | 4                | 2 926            | 175              | 3,16             | 88,5             | 4                | 10               | 2                | 4                |   |                      |                      |                      |                      |                      |                      | 2                    | 0                    |                      |                      |
| 1988-1989  | Capitals de Washington   | LNH        | 42  | 16               | 18               | 7                | 2 428            | 154              | 3,48             | 87,7             | 1                | 16               | 1                | -                | - | -                    | -                    | -                    | -                    | -                    | -                    | -                    | -                    |                      |                      |
| 1988-1989  | Sabres de Buffalo        | LNH        | 7   | 3                | 1                | 1                | 326              | 13               | 2,39             | 90,8             | 1                | 2                | 0                | 1                |   |                      |                      |                      |                      |                      |                      | 2                    | 0                    |                      |                      |
| 1989-1990  | Sabres de Buffalo        | LNH        | 29  | 14               | 11               | 2                | 1 596            | 89               | 3,35             | 90,3             | 0                | 14               | 2                | -                | - | -                    | -                    | -                    | -                    | -                    | -                    | -                    | -                    |                      |                      |
| 1990-1991  | Sabres de Buffalo        | LNH        | 37  | 12               | 14               | 10               | 2 131            | 119              | 3,35             | 89,1             | 1                | 19               | 4                | 4                |   |                      |                      |                      |                      |                      |                      | 0                    | 1                    |                      |                      |
| 1991-1992  | Americans de Rochester   | LAH        | 2   | 2                | 0                | 0                | 120              | 3                | 1,50             | 94,7             | 1                | 2                | 0                | -                | - | -                    | -                    | -                    | -                    | -                    | -                    | -                    | -                    |                      |                      |
| 1991-1992  | Sabres de Buffalo        | LNH        | 29  | 10               | 13               | 3                | 1 639            | 102              | 3,73             | 88,7             | 0                | 6                | 0                | -                | - | -                    | -                    | -                    | -                    | -                    | -                    | -                    | -                    |                      |                      |
| 1992-1993  | Gulls de San Diego       | LIH        | 27  | 17               | 3                | 3                | 1 516            | 72               | 2,85             | 89,1             | 3                | 8                | 1                | 12               |   |                      |                      |                      |                      |                      |                      | 4                    | 0                    |                      |                      |
| 1993-1994  | Thunder de Las Vegas     | LIH        | 55  | 34               | 10               | 7                | 3 076            | 172              | 3,35             | 89,2             | 1                | 28               | 3                | 5                |   |                      |                      |                      |                      |                      |                      | 31                   | 0                    |                      |                      |
| 1994-1995  | Thunder de Las Vegas     | LIH        | 38  | 15               | 13               | 3                | 2 039            | 127              | 3,74             | 88,3             | 0                | 31               | 0                | 2                |   |                      |                      |                      |                      |                      |                      | 0                    | 0                    |                      |                      |
| 1995-1996  | Thunder de Las Vegas     | LIH        | 1   |                  |                  |                  | 4                | 0                | 0                | 100              | 0                | 0                | 0                | -                | - | -                    | -                    | -                    | -                    | -                    | -                    | -                    | -                    |                      |                      |
| 1996-1997  | Thunder de Las Vegas     | LIH        | 3   | 1                | 1                | 0                | 64               | 6                | 5,63             | 83,3             | 0                | 2                | 0                | -                | - | -                    | -                    | -                    | -                    | -                    | -                    | -                    | -                    |                      |                      |
| Totaux LNH | Totaux LNH               | Totaux LNH | 338 | 141              | 130              | 45               |                  |                  | 3,47             | 88,5             | 12               | 134              | 14               |                  |   |                      |                      |                      |                      |                      |                      |                      |                      |                      |                      |

### Entraineur-chef
| Saison    | Équipe                | Ligue |    | PJ | V  | D | N | Pr   | % V                |  | Séries éliminatoires |
| 1997-1998 | Thunder de Las Vegas  | LIH   | 19 | 6  | 9  | 0 | 4 | 42,1 | Sortie au 1er tour |  |                      |
| 1998-1999 | Steelheads de l'Idaho | ECHL  | 71 | 31 | 34 | 0 | 6 | 47,9 | Sortie au 1er tour |  |                      |
| 1999-2000 | Steelheads de l'Idaho | ECHL  | 72 | 31 | 36 | 0 | 5 | 46,5 | Sortie au 1er tour |  |                      |

## Trophées et honneurs personnels
- Gagnant du trophée Harry-« Hap »-Holmes
- Gagnant du trophée James-Norris